# Withius ascensionis
Withius ascensionis är en spindeldjursart som först beskrevs av Beier 1961.  Withius ascensionis ingår i släktet Withius och familjen Withiidae. Inga underarter finns listade i Catalogue of Life.